# حوزه انتخابیه ششم میشیگان
حوزه انتخابیه ششم میشیگان یک حوزه انتخابیه مجلس نمایندگان آمریکا است که در ایالت میشیگان قرار دارد.